# Slag bij Angers
De veldslag bij Angers vond plaats in 464 tussen de Gallo-Romeinen aangevoerd door comes Paulus en de Angelsaksen bij de stad Angers.
De Angelsaksen hadden zich omstreeks 450 gevestigd in de streek van Angers en waren sindsdien een voortdurende bedreiging voor het Gallo-Romeinse Rijk dat in Noord-Gallië was gevestigd. De aanleiding tot deze veldslag waren de rooftochten door de Angelsaksen in het omliggend Romeins gebied. Paulus die daarvoor de Visigoten had bevochten toen deze Bourges veroverden, versterkte zich met Franken die onder bevel stonden van Childerik. Het Romeinse leger viel de Angelsaksen aan en versloeg deze bij de stad Angers. Paulus sneuvelde en Childerik nam na de overwinning de stad in. Door deze overwinning werden de Angelsaksen gedwongen de Romeinse hegemonie te erkennen.